# Toto Cutugno
Toto Cutugno, Salvatore Cutugno (Fosdinovo, 1943. július 7. – Milánó, 2023. augusztus 22.) olasz énekes, dalszerző.

## Élete
Az 1970-es években vált ismertté, amikor az Albatros nevű együttessel kétszer szerepelt a Sanremói Dalfesztiválon. 1978-ban indult el szólókarrierje. 1980-ban megnyerte a sanremói fesztivált Solo noi című dalával. 1983-ban L'italiano (híres refrénje: Lasciatemi cantare…) című dalával nemzetközi sikereket is elkönyvelhetett. Több alkalommal ért el második helyezést a Fesztiválon: a Figli, Emozioni, Le mamme és a Gli amori című dalaival. Szerzeményeit más előadók is éneklik (Adriano Celentano: Un po' artista, un po' no, Peppino di Capri: Il sognatore, Fiordaliso: Se non avessi te, Ricchi e Poveri: Canzone d'amore, Fausto Leali: Io amo, Joe Dassin: L'été indien (ennek a dalnak a magyar változata: Az indián nyár), és az Et si tu n'existais pas).
Az 1990-es Eurovíziós Dalfesztivált Insieme: 1992 című dalával nyerte meg, ezzel Olaszország második győzelmét szerezve meg. A következő évben a verseny egyik házigazdája volt Gigliola Cinquettivel.

## Stúdióalbumok

### Az Albatros együttessel
- Volo AZ 504 (1976)

### Szólókarrier
- Voglio l’anima (1979)
- Innamorata, innamorato, innamorati (1981)
- La mia musica (1982)
- Per amore o per gioco (1985)
- Azzura malinconia (1986)
- Mediterraneo (1987)
- Toto Cutugno: sucessi in TV (1988)
- Toto Cutugno (1990)
- Non è facile essere uomini (1991)
- Se mi ami (Mediterraneo) (1994)
- Voglio andare a vivere in campagna (1995)
- Canzoni nascoste (1997)
- Star profile (2000)
- Il treno va... (2002)
- Come noi nessuno al mundo (2005)
- Cantando (2005)
- Un falco chiuso in gabbia (2008)

## Ismertebb dalai
- 1978 – Donna donna mia
- 1979 – Voglio l’anima
- 1980 – Solo noi
- 1980 – Innamorati
- 1981 – Flash
- 1981 – La mia musica
- 1983 – L’Italiano
- 1983 – Un'estate con te
- 1984 – Serenata
- 1985 – Mi piacerebbe…(andare al mare…al lunedì…)
- 1986 – Azzurra malinconia
- 1986 – Buonanotte
- 1987 – Figli
- 1987 – Mediterraneo
- 1987 – Una domenica italiana
- 1988 – Emozioni
- 1989 – Le mamme
- 1990 – Gli amori
- 1990 – Insieme 1992
- 1991 – Voglio che tu sia
- 1991 – Quelli come noi
- 1994 – Se mi ami
- 1995 – Voglio andare a vivere in campagna
- 1997 – Faccia pulita
- 2005 – Come noi nessuno al mondo (duett Annalisa Minettivel)